# 拟两歧飘拂草
拟两歧飘拂草（学名：Fimbristylis dichotomoides）为莎草科飘拂草属下的一个种。

## 扩展阅读
- 維基物種上的相關：拟两歧飘拂草